# アンハルト自由州

アンハルト自由州（1918年 - 1934年）
アンハルト州（1934年 - 1946年）
Freistaat Anhalt (ドイツ語)
Land Anhalt (ドイツ語)

アンハルト自由州の位置（1925年）

アンハルト自由州（アンハルトじゆうしゅう、ドイツ語: Freistaat Anhalt）は、1918年のドイツ革命によるアンハルト公国の解体で成立した、ドイツ国の自由州。1934年にアンハルト州（Land Anhalt）に改称された。
1945年、プロイセン自由州のマクデブルク県とハレ＝メルゼブルク県、ブラウンシュヴァイク自由州のカルフェルデとブランケンブルク郡東部、さらにテューリンゲン州アルシュテットとアンハルト州が統合されてザクセン県 (Provinz Sachsen) となり、同年のうちにザクセン＝アンハルト県 (Provinz Sachsen-Anhalt) に改名された後、1947年にザクセン＝アンハルト州となった。

## 歴史
1918年9月にヨアヒム・エルンストがアンハルト公位を継承し、当時17歳で未成年であったことから叔父アリベルトが摂政となっていたが、わずか2か月後にドイツ革命が起こり、11月12日に退位を余儀なくされた。これに先立つ11月9日にはデッサウで市長フリッツ・ヘッセを議長とする労兵レーテが結成された。11月14日にはドイツ社会民主党のヴォルフガング・ハイネを首班とするドイツ社会民主党とドイツ民主党の暫定政府が樹立された。 
1918年12月15日の制憲議会選挙において、社会民主党は絶対過半数となる58.03%の得票を確保したが、民主党との連立を維持した。アンハルト自由州憲法は、制憲議会での審議を経て1919年7月18日に制定された。 
1932年4月24日の州議会選挙では、ナチ党が15議席を占めて第一党となった。5月21日にはナチ党のアルフレート・フレイベルクを州首相とするナチ党・ドイツ国家人民党の連立政権が発足した。フレイベルクは初のナチ党出身首相であった。デッサウのバウハウスは校長であったハンネス・マイヤーが共産主義者であったためにナチ党から敵視されており、フレイベルクが州首相になると直ちに閉鎖が命じられた。 
ドイツ国のすべての自由州は、1933年3月31日のラントとライヒの均制化に関する暫定法律により実質的に自治権を停止された。さらに1934年1月30日のライヒ再建法により、すべての自由州の主権はライヒ政府 (すなわちナチス・ドイツ) に移管された。これを受けて、アンハルト自由州はアンハルト州に改称された。 
第二次世界大戦後、アンハルトはソ連占領地域となり、1946年10月20日に旧プロイセン自由州ザクセン県と合併してザクセン＝アンハルト県となった。1949年のドイツ民主共和国樹立によりその1州となったが、1952年の地方行政改革により州が解体されて消滅した。 
1990年のドイツ再統一によりやや領域が変更されつつもザクセン＝アンハルト州が復活し、1994年の郡制改正によりアンハルト＝ツェルプスト郡が新設され、歴史的な「アンハルト」の名前が州名だけでなく地区名にも反映された。2007年7月1日の郡制改革ではアンハルト＝ツェルプスト郡は他の郡とともにビターフェルト郡と合併してアンハルト＝ビターフェルト郡となった (ただし、ビターフェルト郡などいくつかの郡は歴史的なアンハルトの領域には属していなかった)。一方、アンハルト福音派ルーテル教会の教区は、引き続きアンハルト公国あるいはアンハルト自由州の領域と対応している。 

## 政治

### 州議会
アンハルト自由州議会の議事堂はデッサウに置かれ、第1期州議会は1919年2月20日に開会された。任期は1923年までは3年、1923年からは4年であった。選挙制度は厳正拘束名簿式比例代表制で、議席配分はヘア＝ニーマイヤー式で行われた。アンハルト自由州はライヒ参議院には1議席を持っていた。 

### 元首
元首は1918年から1922年まで州評議会議長、1922年から1933年まで自由州首相、1933年から1945年までは州首相であった。 
- 1918年11月14日 - 1919年7月23日：ヴォルフガング・ハイネ（ドイツ語版） (社会民主党)
- 1919年7月23日 - 1924年7月9日：ハインリヒ・ダイスト（ドイツ語版） (社会民主党)
- 1924年7月9日 - 1924年11月25日：ヴィリー・クノール（ドイツ語版） (国家人民党)[6]
- 1924年11月25日 - 1932年5月21日：ハインリヒ・ダイスト（ドイツ語版） (第2期)
- 1932年5月21日 - 1940年1月8日：アルフレート・フライベルク (ナチ党)[7]
- 1940年1月8日 - 1945年4月：ルドルフ・ヨルダン（ドイツ語版） (ナチ党)

### 国家代理官
ラントとライヒの均制化に関する暫定法律によって自由州の主権は失われ、デッサウに本部を置くアンハルトおよびブラウンシュヴァイクの国家代理官が実権を掌握した。 
- 1933年5月6日 - 1935年10月23日：ヴィルヘルム・フリードリヒ・レーパー （ドイツ語版）
- 1935年11月 - 1937年4月20日：フリッツ・ザウケル
- 1937年4月20日 - 1945年4月：ルドルフ・ヨルダン（ドイツ語版）